# NGC 3354
NGC 3354 este o emission-line galaxy⁠(d) situată în constelația Mașina Pneumatică. A fost descoperită în 1 mai 1834 de către John Herschel. Se află la o distanță de 41,07 de megaparseci de Pământ.